# Nasuprotnost
Nasuprotnost ili kako se još naziva "opozicija" označava u anatomiji sposobnost da se palac postavi nasuprot ostalim prstima, kako na prednjim tako i na zadnjim ekstremitetima. 
Kod ljudi se palac može okrenuti u odnosu na druge prste za 130°, što im omogućuje tzv. "pincetni zahvat" između palca i kažiprsta, odnosno bilo kojeg drugog prsta ljudske šake.
Takvu sposobnost zaokreta palca prema drugim prstima kako na prednjim tako i na zadnjim ekstremitetima, pored ljudi, imaju i sljedeće životinje:
- Pande imaju pet kandža, i jedan koštani korijen koji ima ulogu palca.
- Koale imaju po dva nasuprot tri prsta na sva četiri ekstremiteta.
- Američki štakoraši (Didelphidae) (porodica iz reda tobolčara) isto tako imaju nasuprotne palčeve.
- Velika većina vrsta primata ima palčeve na gornjim ekstremitetima koji su nasuprotni ostalim prstima.
- Osobinu nasuprotnosti palca na nogama imaju svi primati, jedini je izuzetak čovjek.